# Cavallo vapore britannico
Il cavallo vapore britannico o british horsepower (simbolo hp o talvolta bhp, ma indicato anche come HP o BHP), è un'unità di misura della potenza meccanica molto simile al cavallo vapore (CV) europeo DIN e per questo spesso considerato equivalente nella pratica, anche se 1,4% maggiore di esso.
- 1 cavallo vapore (0,986 hp) → 1 cavallo vapore (735,499 W)
- 1 cavallo vapore britannico (1,014 CV) ovvero 1 cavallo vapore britannico (745,700 W)

Questa unità di misura non fa parte del Sistema internazionale di unità di misura.
L'utilizzo del termine permane in molte lingue, in particolar modo nella terminologia legata all'industria automobilistica, per designare la potenza massima dei motori a combustione interna.
Talvolta si può confondere il cavallo vapore britannico con il cavallo vapore al freno (simbolo: bhp), che misura la potenza di un motore al netto delle perdite di potenza causate dai meccanismi di trasmissione, dall'alternatore, dal differenziale, dalla pompa dell'acqua a da altri meccanismi ausiliari quali quello della pompa del servosterzo, dal silenziatore (marmitta) e così via. Con la parola "freno" si intendeva un meccanismo che era usato per mantenere un motore ad un determinato numero di giri.

## Shaft horsepower
Shaft horsepower (shp) (cavalli vapore all'albero di trasmissione) è l'unità di misura della potenza erogata all'albero dell'elica di una nave o di un aeroplano, generata da un motore a pistoni o a turbina (la combinazione di un motore a turbina e di un'elica viene comunemente chiamata turboelica). La grandezza può essere misurata o stimata derivandone il valore dalla potenza teorica del motore, moltiplicata per un coefficiente teorico che tiene conto delle perdite causate dalla trasmissione (valori tipici sono intorno al 10%). Questi valori non sono quelli tipici dell'industria automobilistica, sebbene anche in queste tecnologie le perdite per attrito dovute alla trasmissione siano significative.